# Ernst av Lippe-Biesterfeld
Ernst Kasimir Friedrich Karl Eberhard, greve av Lippe-Biesterfeld, född i Oberkassel vid Bonn den 9 juni 1842, död den 26 september 1904 var en tysk aristokrat som var riksföreståndare av Lippe från 1897 till 1904. 

## Biografi
Son till greve Julius av Lippe-Biesterfeld och sonson till Modeste von Unruh.
Greve Ernst var en av huvudkombattanterna i den lippeska tronföljdsstriden, vilken han vann avseende sin rätt till positionen som regent för den sinnessjuke Karl Alexander av Lippe, men inte i sin livstid fick uppleva beträffande hans ättegrens rätt att även definitivt ärva den lippeska tronen.
Ernst åtnjöt som regent stor folklig popularitet i Lippe.
Ernst var sedan 1869 gift med grevinnan Caroline von Wartensleben (1844-1905) med vilken han hade sönerna Leopold IV av Lippe och Bernhard (1872-1934; far till prins Bernhard av Lippe-Biesterfeld som var gift med drottning Juliana av Nederländerna).